# Велика синагога (Бібрка)
Велика синагога в Бібрці була побудована в 1821 році. Об'єкт розташований у центральній частині міста, на північ від міської площі. Після війни будівля служила продовольчим складом. В даний час залишається в руїнах.
Будівля була побудована з цегли. Зовнішні розміри — 14,30 × 21,50 м. Дверні та віконні отвори були частково замуровані, деякі нещодавно встановлені та змінені за розмірами.
Арон кодеш, біма, а також картини та прикраси не збережено.

## Галерея

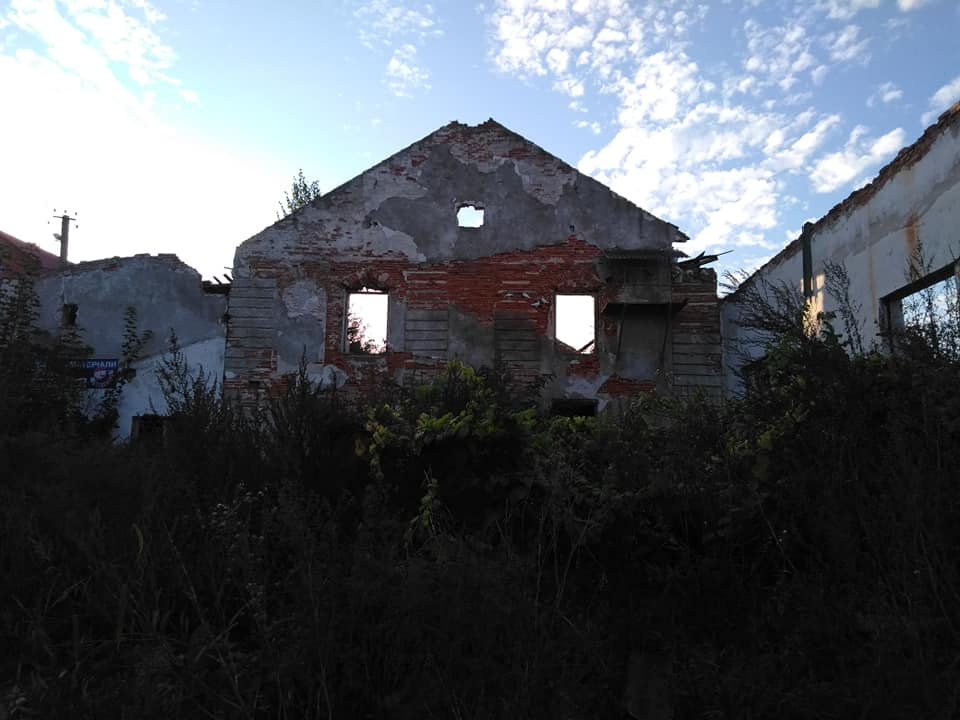
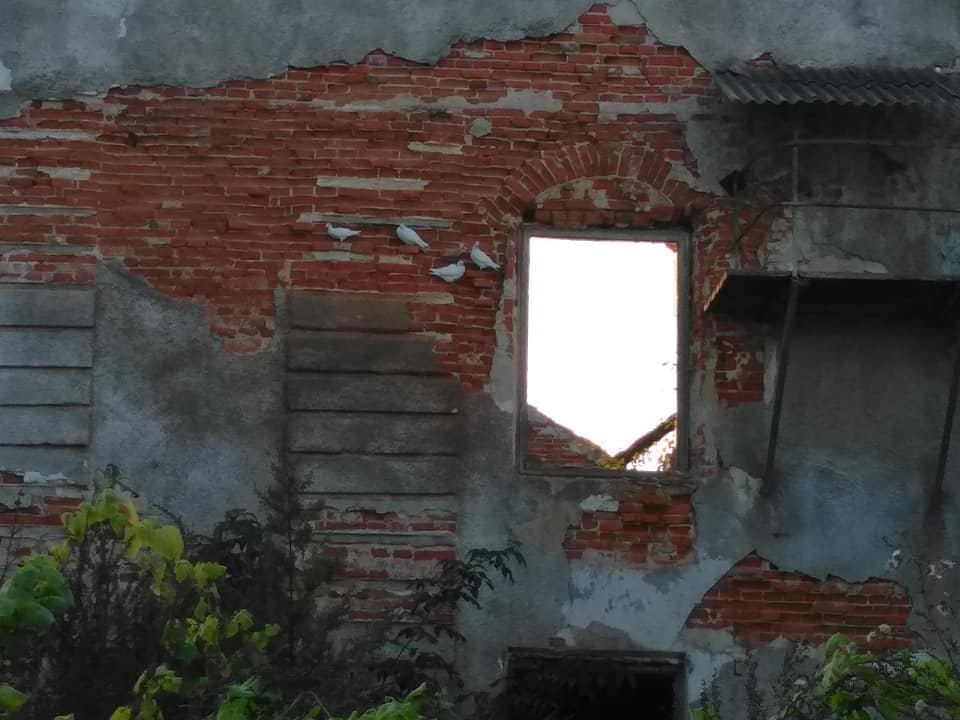
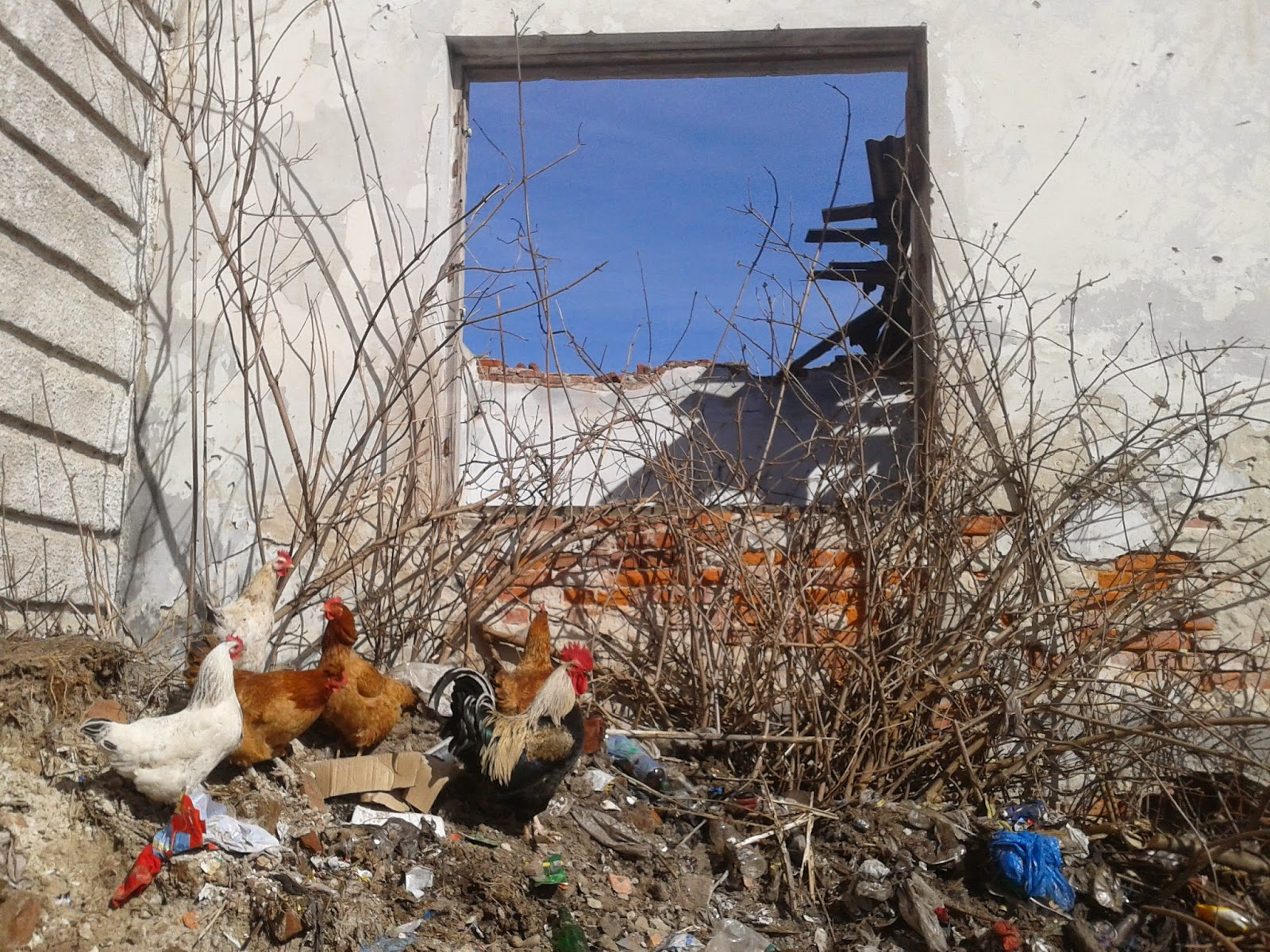
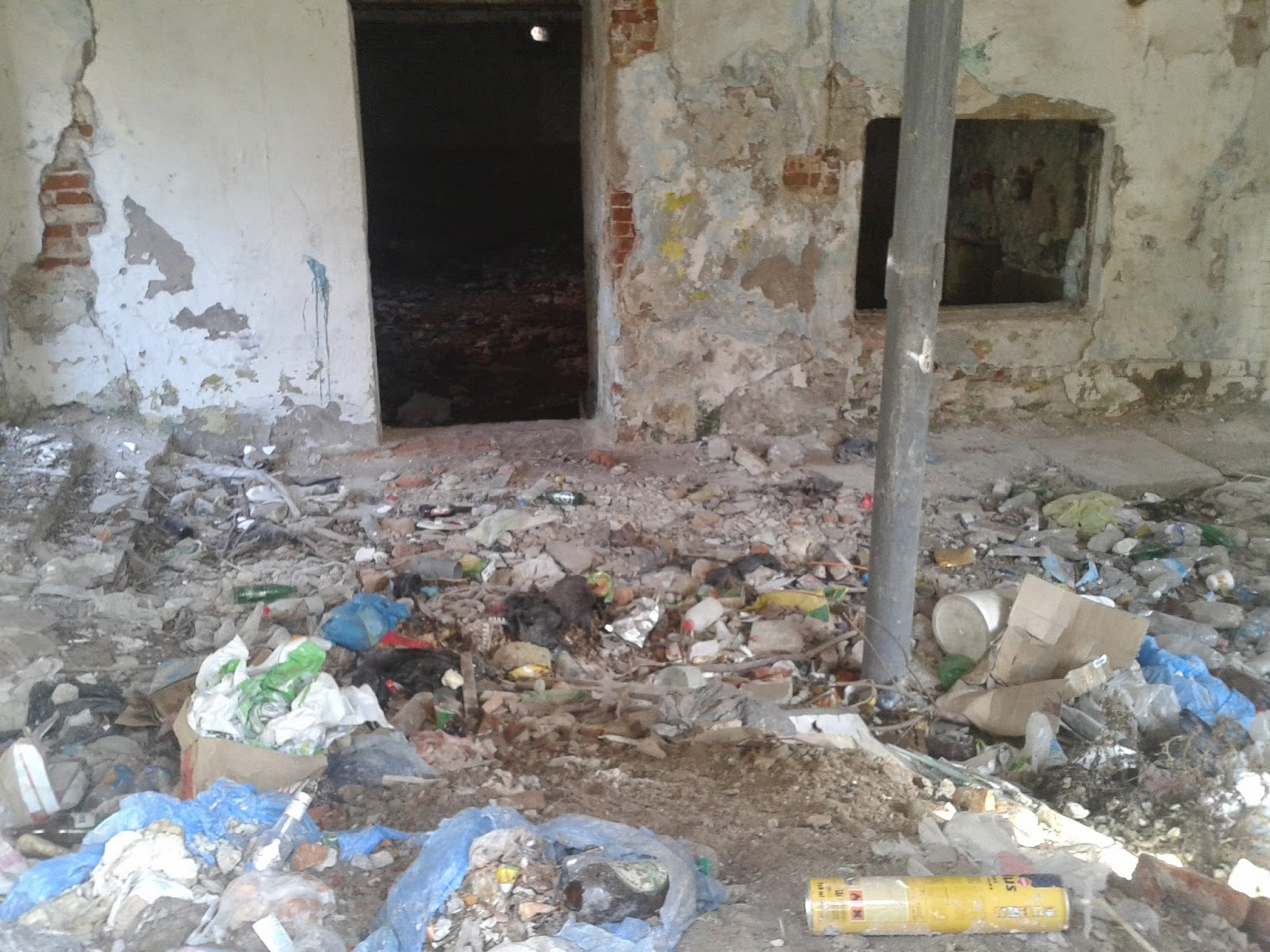
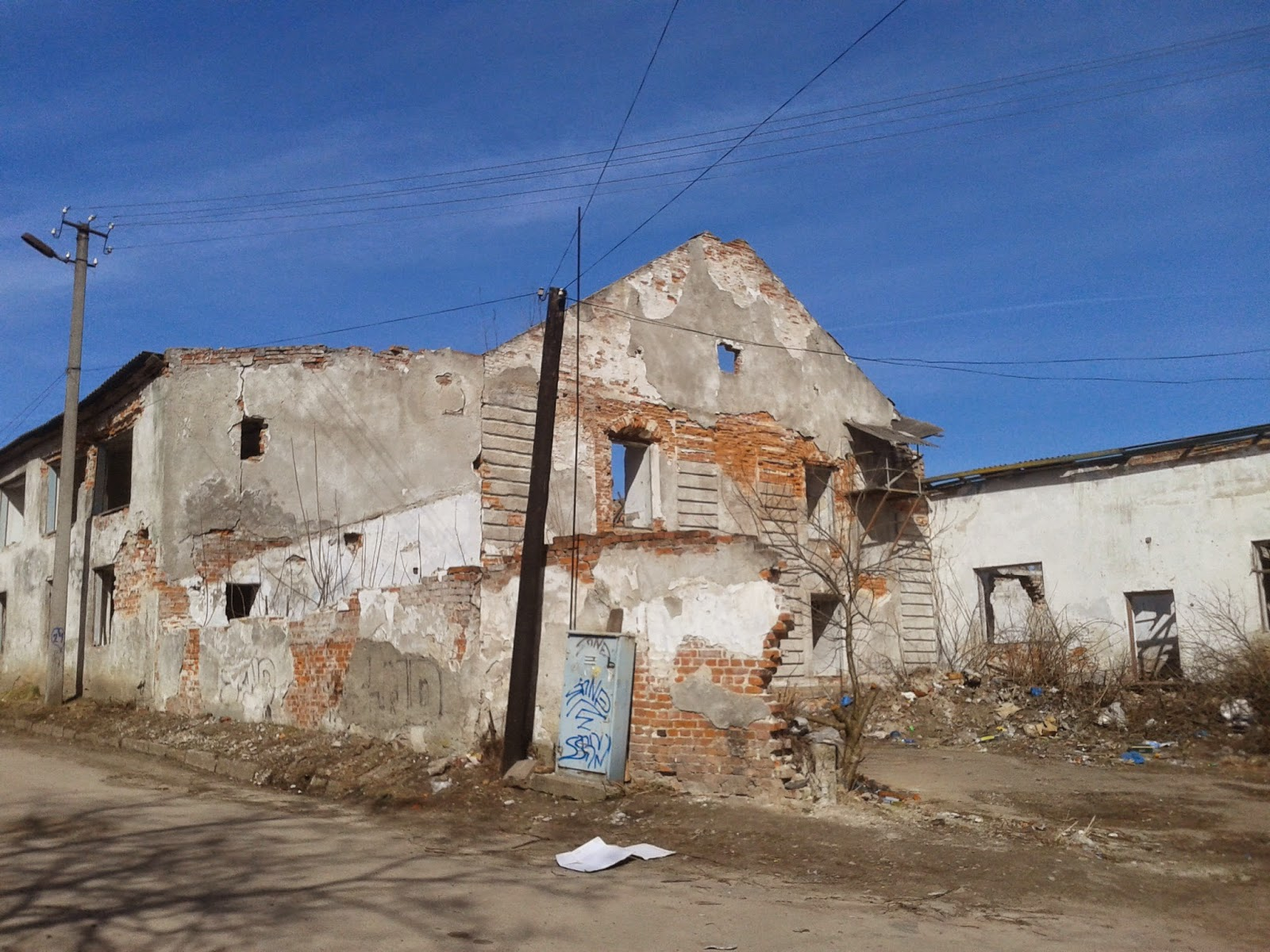